# Emily Ruete
Vous lisez un « bon article » labellisé en 2017.
Pour les articles homonymes, voir Ruete.
Emily Ruete, née le 30 août 1844 à Zanzibar et morte le 29 février 1924 à Iéna en Allemagne, est, sous le nom de Sayyida Salme, une princesse de Zanzibar et d'Oman. Fille du sultan de Zanzibar et d'Oman, elle vit une enfance insouciante, mais son adolescence est marquée par la mort de son père, puis par la disparition de sa mère et le conflit entre deux de ses frères. Elle s'enfuit avec un commerçant allemand, gagne Aden, où ils se marient et où elle se convertit au christianisme, puis s'installe avec son époux en Europe.
Elle est l'auteur d'une autobiographie, les Mémoires d'une princesse arabe, publiée en Allemagne en 1886, puis au Royaume-Uni et dans d'autres pays. Cette œuvre constitue un témoignage, rare à l’époque, sur la cour royale de Zanzibar et sur cette société insulaire, loin des récits exotiques alors à la mode. Elle montre une connaissance intime à la fois du monde musulman des côtes de l’océan Indien et du monde occidental européen en pleine révolution industrielle, dans un contexte où la mondialisation des échanges économiques s'intensifie. C'est aussi une période durant laquelle plusieurs nations européennes déploient des politiques colonialistes. Cette autobiographie, ainsi que ses publications posthumes, éclairent également le parcours d’une femme à la fois rebelle et déterminée, prônant un effort de compréhension mutuelle et de remise en cause des préjugés entre cultures, ouverte au monde occidental sans pour autant renier son identité, son éducation et ses valeurs.

## Biographie

### Vie à Zanzibar
Sayyida Salme naît le 30 août 1844. Elle est la fille du sultan Saïd ben Sultan al-Busaïd et de Jilfidan, une concubine et esclave adyguéenne,,. Elle est la plus jeune des nombreux enfants de ce sultan d'Oman et de Zanzibar, installé à Zanzibar depuis 1837,. À l'époque, Zanzibar est un sultanat arabe, au pouvoir féodal et un pays esclavagiste, producteur d'ivoire, disposant de grandes plantations de girofliers et d'indigotiers, en relation avec l'Inde, l'Afrique, l'Europe et même les États-Unis. Un consulat britannique y est installé depuis 1840, et un consulat français depuis 1844. La région reçoit aussi la visite de l'explorateur et missionnaire allemand Johann Ludwig Krapf.

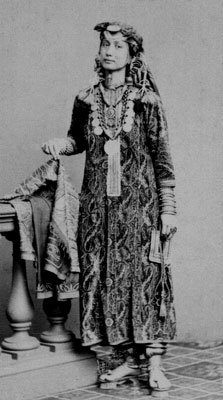
Autre photographie en tenue zanzibarite.

La princesse vit ses premières années au sein du harem de son père, dans un immense palais, à Beit il Mtoni, au nord de Mji Mkongwe. En 1851, elle s'installe à Bet il Watoro, dans la maison de son frère Majid ben Saïd, futur sultan de Zanzibar. Son frère lui laisse une liberté qu'elle n'avait jamais connue et lui apprend à monter à cheval et à tirer. En 1853, elle déménage chez sa mère, à Bet il Tani[réf. souhaitée].
Quand son père meurt en 1856, elle reçoit en héritage une plantation et une résidence. Son frère, Thuwaïni ibn Saïd al-Saïd, devient sultan d'Oman, et son autre frère, Majid, sultan de Zanzibar, rompant avec le sultan d'Oman. La prospérité de l'île de Zanzibar intéresse les puissances européennes, qui jouent des dissensions locales. En 1859, sa mère meurt à son tour, et elle reçoit en héritage trois autres plantations. La même année, un différend éclate entre son frère Majid et un autre de ses frères, Barghach ben Saïd. La famille royale se déchire. Sayyida Salme sert de secrétaire à Barghash. À la suite de l'intervention d'une canonnière britannique, Barghash doit mettre fin à son insurrection et s'exile à Bombay durant deux ans. Sayyida Salme se retire d'abord sur l'une de ses terres, à Kizimbani, puis déménage finalement à Mji Mkongwe et se rapproche de Majid. Ce choix lui vaut l'inimitié de Barghash et de l'une de ses sœurs.
Pendant ce séjour à Mji Mkongwe, dans l'une des demeures dont elle a hérité, elle vit en célibataire indépendante, une situation relativement exceptionnelle. Elle fait la connaissance d'un marchand allemand, Rudolph Heinrich Ruete, de cinq ans son aîné. Il est arrivé sur l'île en 1855, comme agent commercial de la firme Hansing & Co. L'Allemagne d'alors n'est pas encore une nation ; elle est constituée d'un ensemble de petits États, duchés ou principautés. Les villes de Hambourg, Brême et Lübeck sont très actives dans les transactions et le commerce maritime de l'Océan indien et particulièrement avec Zanzibar, encouragées d'ailleurs par le sultan, le frère de Sayyida Salme. Rudolph Heinrich Ruete connaît le swahili, langue bantoue de l'Afrique de l'Est, également parlée par Sayyida Salme. Ils se côtoient, se promènent ensemble, et tombent amoureux l'un de l'autre, puis attendent un enfant. « Notre mutuelle sympathie, que le temps changea en un profond amour », écrit-elle ultérieurement dans ses mémoires, « fut bientôt connue de toute la ville, et mon frère Majid en fut informé ». Elle risque la peine de mort par lapidation pour avoir ainsi bravé un interdit religieux et social. En août 1866, âgée de 22 ans, alors que sa grossesse est devenue évidente, elle fuit à bord de la frégate britannique H.M.S. Highflyer (en), avec l'aide de la femme du consul anglais à Zanzibar, et se rend à la colonie britannique d'Aden. Elle donne naissance à un fils, Heinrich, à Aden, le 7 décembre 1866. Elle est également baptisée dans la chapelle anglicane d'Aden, recevant le prénom chrétien d'Emily, juste avant son mariage, le 30 mai 1867. Son fils meurt en France, en juin 1867, alors qu'elle est en route pour l'Allemagne.

### Vie en Europe

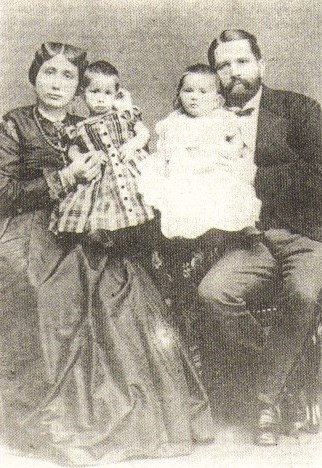
En tenue européenne, avec son mari et deux de ses enfants.

Les Ruete s'installent à Hambourg, où ils ont un autre fils et deux filles,. Leur première fille, Antonia Thawke, naît le 24 mars 1868. Elle se marie en 1898 avec un ingénieur allemand, Eugene Brandeis, devenu ensuite haut fonctionnaire de l'administration coloniale, administrateur au début du XXe siècle des îles Marshall ,.
Leur fils Rudolph Saïd naît le 13 avril 1869. En 1901, il se marie avec Mary Therese Matthias, et a un fils et une fille, Werner Heinrich et Salme Matilda Benvenuta Olga. Par son mariage, il devient le cousin de l'entrepreneur, financier et homme politique anglais, Alfred Moritz Mond, 1er Baron Melchett, le premier président d'une grande entreprise chimique britannique, l'Imperial Chemical Industries (ICI). Il sert dans l'armée allemande puis devient directeur de la Deutsche Orientbank au Caire. Il renonce à la nationalité allemande en 1934, lors de la montée du parti nazi, et s'installe à Londres où il travaille comme journaliste et écrivain. Devenu sujet britannique, il cherche à concilier les intérêts juifs et arabes en Palestine. Il meurt à Lucerne, le 1er mai 1946, peu de temps après la fin de la Seconde Guerre mondiale, ;
Enfin, leur deuxième fille Rosalie Ghuza naît le 16 avril 1870. Elle se marie avec un officier supérieur de l'armée prussienne, le major-général Martin Gottlob Rheinhold Troemer (1862-1940).Elle est décédée le 14 février 1948.
Rudolph Heinrich Ruete meurt le 6 août 1870 dans un accident de tramway. Les autorités allemandes dénient les droits à sa succession de son épouse, tandis que son frère Barghash, devenu sultan de Zanzibar après la mort de Majid, la prive de son héritage sur l’île. Durant la décennie qui suit, Emily Ruete traverse une période difficile, se trouvant veuve avec trois enfants et relativement isolée (même si elle a appris la langue allemande), sur une terre étrangère et avec des ressources qui déclinent.

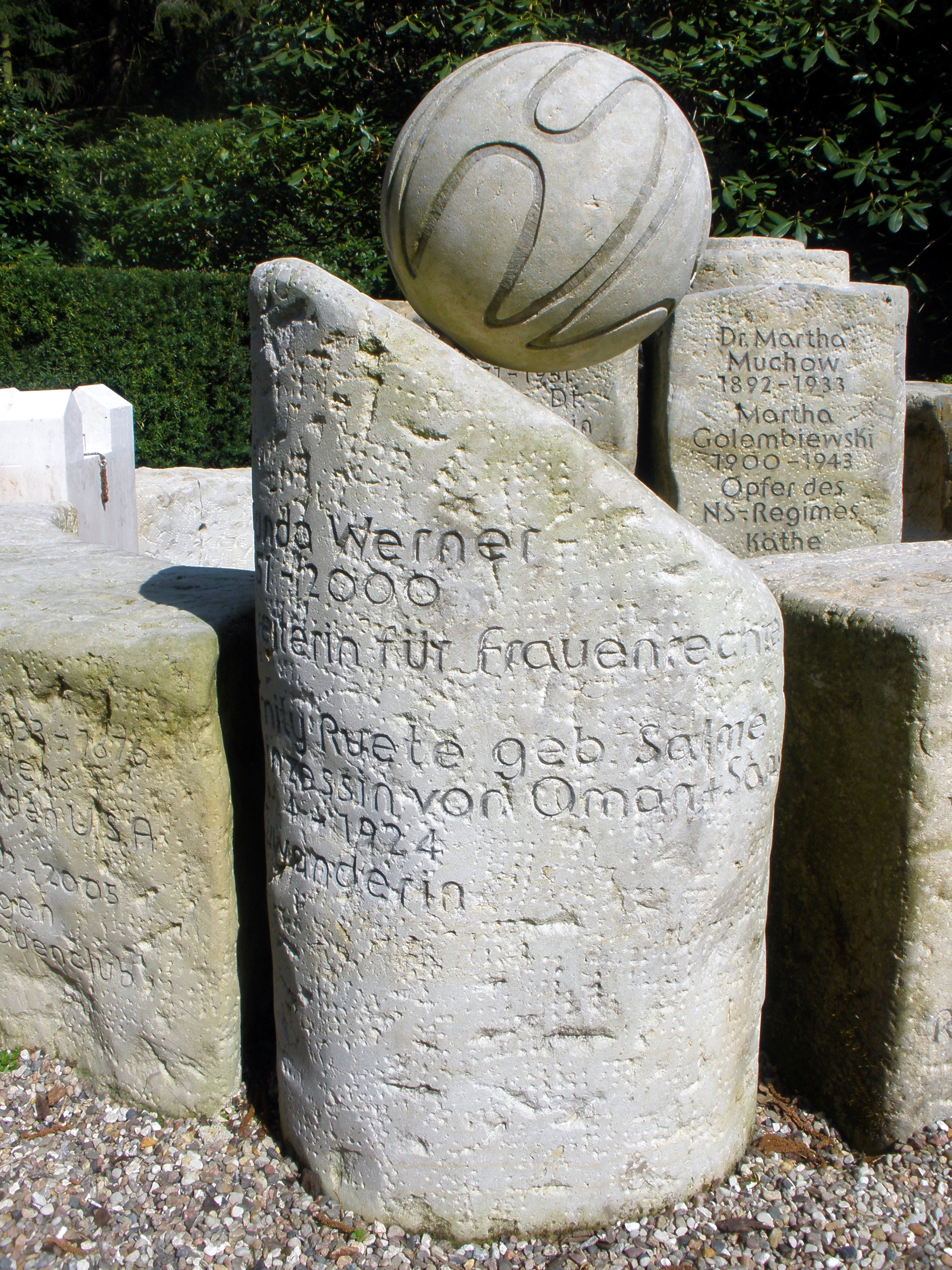
Monument funéraire d'Emily Ruete et de sa famille allemande, au cimetière Ohlsdorf, à Hambourg.

Elle est nostalgique de Zanzibar, devenu un lieu convoité par différentes puissances occidentales, encore plus stratégique depuis l'ouverture du canal de Suez. Son frère, le sultan Bargash, privilégie les relations avec le Royaume-Uni. Elle n'hésite pas à le mettre en garde contre les projets anglais dans les courriers qu'elle lui adresse : « J'aimerais que vous compreniez, mon frère, que tout ce que les Anglais désirent, c'est limiter votre souveraineté et votre pouvoir », prenant exemple sur la situation en Égypte d'Ismaïl Pacha. Le sultan se déplace à Londres en 1875, et a une entrevue avec la reine Victoria, notamment. Emily, qui s'est également rendue dans la cité britannique, n'est pas autorisée à le rencontrer.
Emily Ruete est finalement sollicitée par Otto von Bismarck, dans le cadre des ambitions coloniales de celui-ci. Elle a l'occasion de revenir à Zanzibar en août et en septembre 1885, le chancelier allemand l'utilisant pour tenter de contrer l'influence anglaise auprès de son frère. Une escadre militaire allemande, composée de cinq navires, la conduit sur place. Elle est acclamée par la population à son débarquement. Mais les policiers du sultan dispersent la foule. Elle doit remonter à bord de son bâtiment. Les navires de guerre allemands, après de longues négociations, se retirent,.
Elle publie ses mémoires en 1886,. En juillet 1890, le traité Heligoland-Zanzibar, entre le Royaume-Uni et l’Empire allemand, calme les antagonismes et délimite les zones d'influence de chacune de ces deux puissances coloniales. Le Royaume-Uni a les coudées franches pour imposer un protectorat sur le sultanat insulaire de Zanzibar. En 1888, Emily Ruete vit à Beyrouth puis, à partir de 1892, à Jaffa.
Revenue en Allemagne en 1914, elle s'installe chez sa fille Rosalie. Elle meurt le 29 février 1924 à Iéna, à 79 ans, d'une pneumonie. Elle est enterrée à Hambourg, avec, l'accompagnant dans sa tombe, un peu de sable de Zanzibar.

## Autobiographie

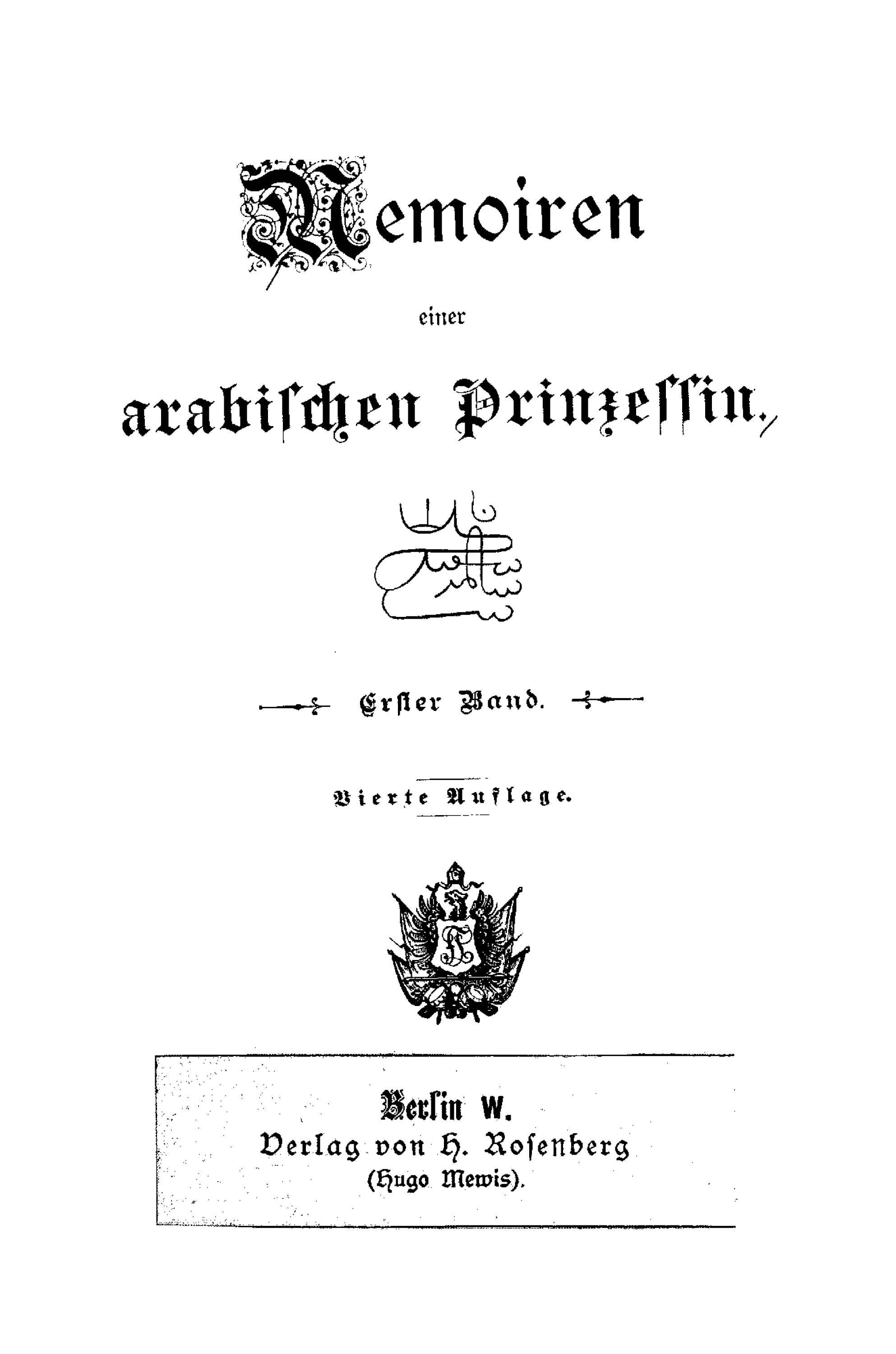
de, 1886.

### Intentions de l'auteur
Elle commence à rédiger son autobiographie après la mort de son mari : « À l'origine, ces mémoires n'étaient pas destinés au grand public, mais seulement à mes enfants, auxquels je voulais léguer ce gage de mon amour », écrit-elle, « cédant enfin aux conseils réitérés de mes amis, je me décide à les publier. » Le livre est d'abord publié en Allemagne, en 1886, en deux volumes, sous le titre : Memoiren einer arabischen Prinzessin,. Elle est l'une des toutes premières femmes de lettres africaines et arabes dont l’œuvre, laquelle est aussi le témoignage d'une expatriée, est publiée en Europe.

### Éléments marquants de l'ouvrage
Son témoignage est unique, permettant de découvrir le fonctionnement du palais du sultan de Zanzibar où l'on parlait « l'arabe, le persan, le turc, le circassien, le swahili, le nubien, l'abyssin », la vie à Zanzibar entre 1850 et 1865, le parcours de ses deux frères, Majid ben Saïd et Barghash ben Saïd, devenus l'un et l'autre sultans, mais aussi le regard sur les pays européens de cette jeune émigrante, à la fin du XIXe siècle.
Son enfance est dorée. Elle bénéficie d'une éducation bilingue, en arabe et en swahili, apprenant à lire mais aussi à mémoriser les sourates du Coran. Elle se lance également, de façon plus inhabituelle, dans l'apprentissage de l'écriture, un enseignement souvent réservé aux garçons. Elle décrit également les relations entre les concubines du sultan, d'origine éthiopienne, européenne, asiatique et africaine. Elle évoque aussi l'esclavage domestique, qu'elle défend, et le distingue de la traite négrière.
Les premiers temps passés en Allemagne sont marqués par une nostalgie de sa terre natale et par des angoisses : « la vie, l'étiquette, les coutumes et la manière de voir les choses des gens du nord sont si totalement différentes des nôtres », confie-t-elle. Elle reste fière de ses origines et conserve, malgré sa conversion, un attachement à la religion musulmane de ses aïeux issus de la communauté ibadiste, qui fait de la tolérance une de ses valeurs. Elle refuse aussi un discours européen dominateur, qui tend à considérer l'Afrique et le monde arabe comme des sociétés primitives.

### Accueil
La version allemande est réimprimée à quatre reprises en 1886. La version anglaise paraît deux ans plus tard et la version française, Mémoires d’une princesse arabe, publiée dès 1889 par La Revue des deux mondes, est éditée en 1905. L’ouvrage paraît à un moment où coexistent, en Europe, un intérêt pour le monde arabe et l’Afrique, avec d’une part le mouvement orientaliste dans le domaine des arts et de la littérature, et d’autre part le renforcement des idées colonialistes dans le domaine politique.
Les expositions coloniales — le terme n’ayant à l’époque aucune connotation péjorative — apparaissent dans la deuxième moitié du XIXe siècle. Le mot « colonialisme » naît en France en 1902.
L’orientalisme est une vision occidentale du monde arabe, qui rencontre du succès, au xixe siècle, dans l'art et la littérature. Elle s’accompagne à la fois d’un certain exotisme et d’une dévalorisation du monde arabe et de l'islam. « Dans l’imaginaire occidental du XIXe siècle, l’Orientale occupe l’espace d’un érotisme raffiné et finalement inaccessible. Aussi, depuis la première édition allemande de 1886 jusqu’aux réimpressions plus récentes des Mémoires d’une princesse arabe, il a suffi d’un titre aux connotations stéréotypées pour susciter immanquablement la curiosité teintée de voyeurisme d’un public occidental. » L’œuvre paraît en France en 1905, la même année que le roman de Pierre Loti intitulé Les Désenchantées : roman des harems turcs contemporains. Pour autant, l’œuvre d'Emily Ruete apporte une vision de l’intérieur, sans exotisme inutile, de la cour royale de Zanzibar et de la vie quotidienne au sein du harem de son père, qui intéresse par sa sincérité,.
Depuis, cette autobiographie a été plusieurs fois republiée dans différents pays. La première édition en langue arabe date de 1977. En France, les éditions Karthala, à Paris, republient ce texte en 1991, avec une introduction de l'ethnologue Colette Le Cour Grandmaison. Rudolph Ruete, le fils d'Emily, publie lui aussi, en 1932, une autobiographie qui vient compléter la description du destin en Europe de sa mère : Eine auto-biographische Teilskizze (Die Al-bu-Said Dynastie in Arabien und Ostafrika). Le récit d'Emily Ruete intrigue, mais son regard critique et ses réflexions atypiques heurtent à l'époque une intellectuelle comme Arvède Barine, qui ne comprend pas qu'on puisse défendre la société musulmane.

## Œuvres posthumes
Le chercheur Emeri Johannes van Donzel, spécialiste des civilisations orientales, publie en 1993 An Arabian Princess Between Two Worlds ("Une princesse arabe entre deux mondes"), un ouvrage en anglais qui regroupe trois récits inédits d'Emily Ruete d'abord écrits en allemand : Letters Home (Briefe nach der Heimat), Sequels to My Memoirs (Nachtrag zu meinen Memoiren) et Syrian Customs and Usages (Syrische Sitten und Gebräuche). L'ouvrage contient également une courte biographie de la princesse et de son fils Rudolph Ruete, et une nouvelle traduction anglaise de ses mémoires. Andrea Emily Stumpf, arrière-arrière-petite-fille d'Emily Ruete, publie une nouvelle édition anglaise en 2022 comprenant les corrections et ajouts originaux laissés par Emily et Rosalie Ruete.
Briefe nach der Heimat est publié en allemand en 1999. Le ton de ce dernier recueil est plus direct et plus émotionnel que dans son autobiographie. Elle s'y plaint de préjugés, de méfiance ou de rejet à son encontre, et s'y montre critique sur les valeurs européennes qui entrent en conflit avec les siennes, comme la façon d'exposer son corps dans le décolleté des robes, le caractère ostentatoire de certaines pratiques religieuses, et la pression exercée par la société sur l'individu, qui rend toute relative selon elle la liberté chère aux Européens.

## Dans la culture

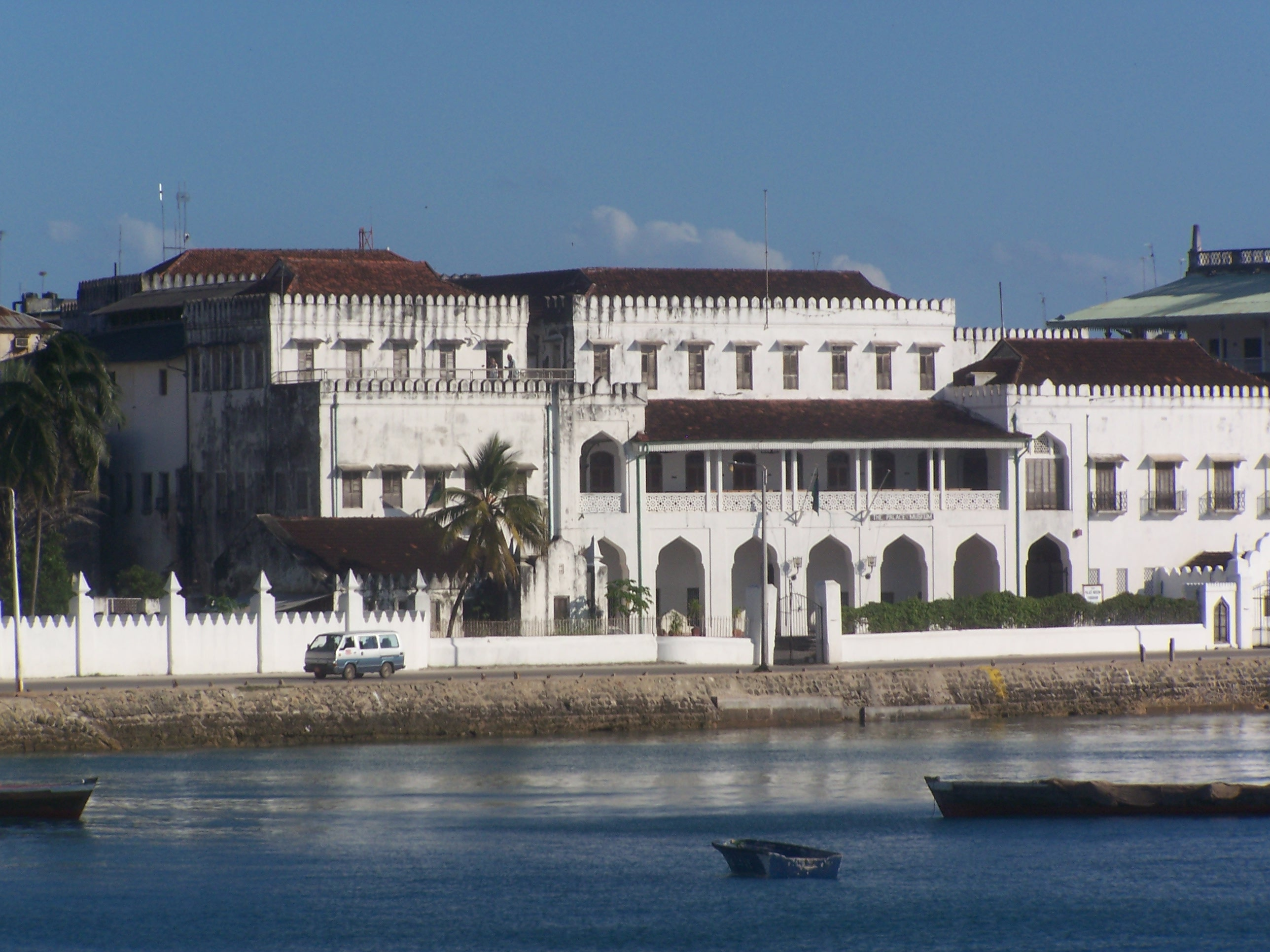
Musée du palace, ancien palais du Sultan.

- À Mji Mkongwe (aujourd'hui Stone Town), dans l'ancien palais du sultan, appelé aujourd'hui Musée du palace, à côté de la Maison des Merveilles[25], une exposition permanente est consacrée à Emily Ruete[26].
- Dans la littérature britannique populaire, Emily Ruete est l'un des personnages du roman de Mary Margaret Kaye, Trade Wind, paru en 1963.
- La romancière allemande Nicole C. Vosseler a écrit également une version romancée des récits d'Emily Ruete, Sterne über Sansibar, publiée en 2010.

### Crédits de traduction
- (en) Cet article est partiellement ou en totalité issu de l’article de Wikipédia en anglais intitulé « Emily Ruete » (voir la liste des auteurs).